# جزیره متروک

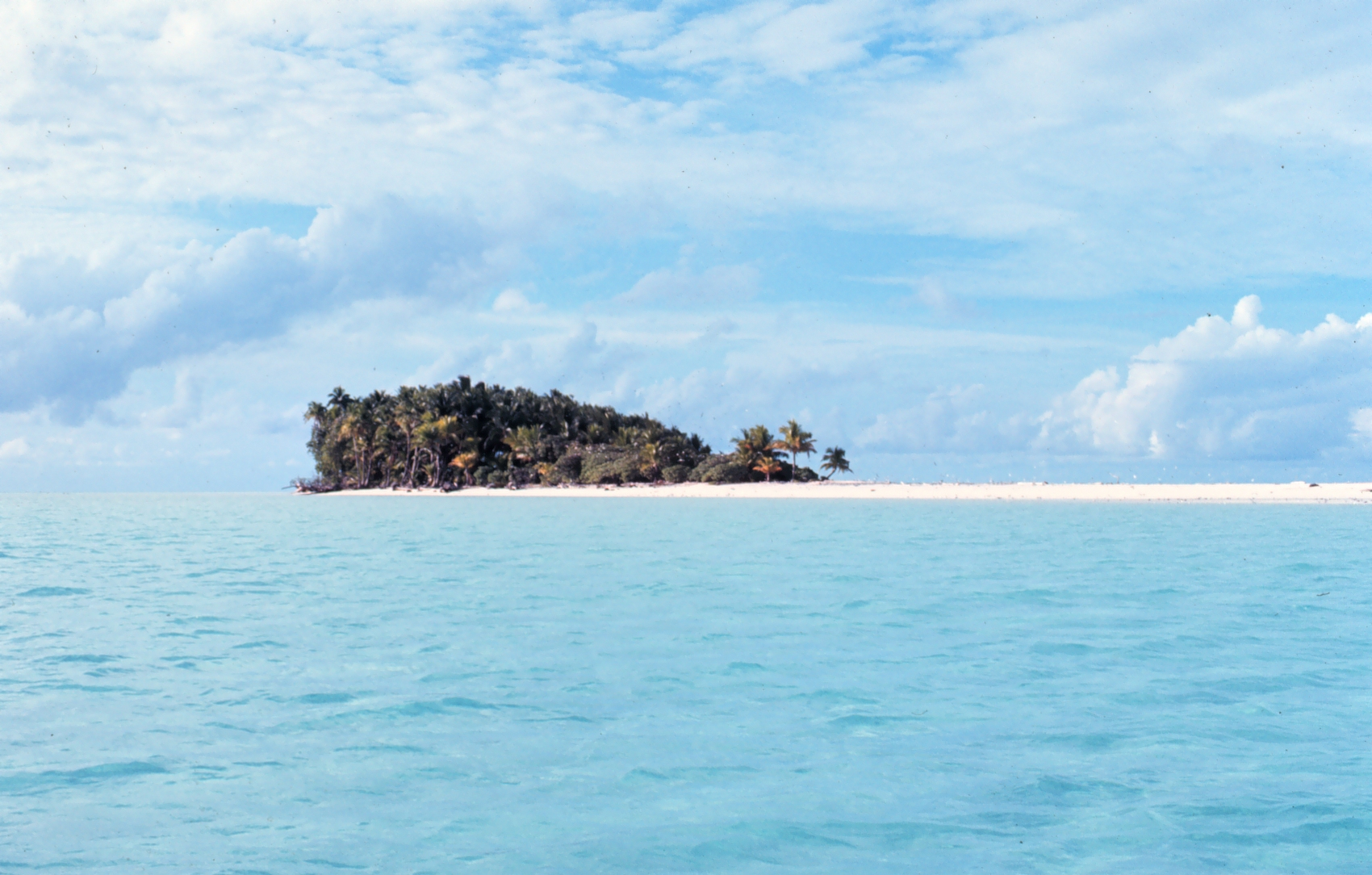
یک جزیره خالی از سکنه در پالائو

جزیره متروک (انگلیسی: Desert island) یا جزیرهٔ خالی از سکنه به یک جزیره، جزیره خرد یا آب‌سنگ حلقوی گفته می‌شود که خالی از سکنهٔ دائمی باشد و انسان‌ها به‌طور مداوم در آنجا سکونت نداشته باشند. این گونه مکان‌ها معمولاً در داستان‌ها، فیلم‌ها و سریال‌های تلویزیونی و برای مسافران کشتی‌شکسته و سرگردان نقل شده‌است و البته گاهی هم تفکر قالبی برای مفهوم پردیس است. برخی از این جزیره‌ها اینک ذخیره‌گاه طبیعی حفاظت‌شده و برخی دیگر نیز ملکِ خصوصی هستند. جزیره دوون در شمال کانادا، بزرگترین جزیرهٔ خالی از سکنهٔ دائمی در دنیا محسوب می‌شود.
آب‌سنگ‌های حلقوی مرجانی یا جزیره‌های کوچک معمولاً فاقد آب شیرین هستند اما ممکن است با زدنِ چاه بتوان به عدسی‌های آب شیرینِ زیرزمینی دست یافت.